# 當麻站
當麻站（日语：／ Tōma eki */?）是一北海道旅客鐵道石北本線沿線的鐵路車站，位於日本北海道上川郡當麻町4条東3丁目，車站編碼為A35。原來在本車站停靠的特急「鄂霍次克」9、10號，由於轉為季節性行駛，轉由特別快速「北見」停靠。而本車站亦是國鐵巴士當麻線的起點，不過於1984年3月底被廢線，並轉由當麻町營巴士代替行駛。

## 車站構造
- 相對式月台，2面2線的地面車站。
- 無人站，設有廁所及自動售票機。
- 鋼筋混凝土造的車站站房已不再用於鐵路相關業務，因此其舊站務室轉由「當麻農業站」（アグリステーション当麻）承租。

## 車站周邊
- 國道39號
- 當麻路邊站
- 當麻町市政大樓
- 旭川東警署當麻分所
- 當麻郵局
- 旭川信用金庫當麻分店
- 北洋銀行當麻分店
- JA當麻
- 當麻鍾乳洞
- 當麻滑雪場
- 道北巴士、當麻町營巴士「當麻站前」巴士站

## 歷史
- 1922年（大正11年）11月4日 - 日本國有鐵道之車站啟用。
- 1978年（昭和53年）12月1日 - 廢止貨物裝卸。
- 1984年（昭和59年）2月1日 - 取消行李處理。
- 1987年（昭和62年）4月1日 - 日本國鐵正式民營化並進行分割，車站劃歸由JR北海道繼承。
- 在JR北海道繼承本站至CTC化期間，車站曾一度採簡易委託化經營。
- 2005年（平成17年）12月 - 降為無人站。

## 相鄰車站
北海道旅客鐵道（JR北海道）
■石北本線
特別快速「北見」
旭川（A28）－當麻（A35）－上川（A43）
普通
櫻岡（A34）－當麻（A35）－伊香牛（A37）

## 外部連結
- （日語）JR北海道 – 當麻車站 （页面存档备份，存于）
- （日語）全驛參觀之旅 （页面存档备份，存于）